# 三苯基氟化鍗
三苯基氟化鍗是一种有机碲化合物，化学式为(C6H5)3TeF，它由[(C6H5)3Te]+和F−离子构成。它可由三苯基氯化鍗和氧化银反应，过滤去生成的氯化银后加入氢氟酸得到。它和二氟化氙反应，可以得到三苯基三氟化碲。
(C6H5)3TeF + XeF2 → (C6H5)3TeF3 + Xe